# 10794 Vänge
10794 Vänge è un asteroide della fascia principale. Scoperto nel 1992, presenta un'orbita caratterizzata da un semiasse maggiore pari a 3,2137765 UA e da un'eccentricità di 0,2093282, inclinata di 1,92937° rispetto all'eclittica.